# Koninkrijk Lindsey

Het koninkrijk Lindsey

Het koninkrijk Lindsey was een van de koninkrijken die door de Angelsaksen in Engeland werd gesticht. De naam betekent zoiets als "eiland van Lindum (Lincoln)". Het omvatte het gebied aan de oostkust direct ten zuiden van de Humber, later bekend als het graafschap Lincolnshire.
Van de geschiedenis van Lindsey is weinig bekend, omdat het al voor de tijd van de oudste Engelse bronnen in verval raakte. Begin 7e eeuw was het ondergeschikt aan Northumbria, later in die eeuw kwam het in de invloedssfeer van Mercia. Eigenlijk bestaat niet meer dan een lijst van namen van koningen:
- Winta (de lijst gaat verder terug, maar wordt dan duidelijk legendarisch - als voorganger van Winta geldt de god Woden)
- Cretta
- Quelgilds
- Ceadbed
- Bubba
- Bedeca
- Biscop
- Eanferth
- Eatta
- Ealdfrith

Alleen de laatste koning is mogelijk ook uit andere bronnen bekend; hij wordt wellicht genoemd in een document van rond 790, ten tijde van Offa. Andere historici menen echter dat dit een mislezing is, en hier Offa's zoon Ecgfrith bedoeld wordt.
Historici hebben geprobeerd uit deze lijst nog conclusies te kunnen trekken: De naam Winta geeft aan dat de lijst van oude datum is (de naam Winta komt later niet voor, maar plaatsnamen als Winteringham doen vermoeden dat hij wel heeft bestaan), Ceadbed duidt op Keltische invloed en Biscop (bisschop) wijst erop dat het rijk rond die tijd, indien niet eerder, tot het christendom bekeerd werd.